# Tămădău Mic, Călărași
Tămădău Mic (în trecut, Tămădău de Jos) este un sat în comuna Tămădău Mare din județul Călărași, Muntenia, România.